# Hile-Alifa
Hile-Alifa est une commune du Cameroun située dans la région de l'Extrême-Nord et le département du Logone-et-Chari, à proximité de la frontière avec le Nigeria.

## Population
Lors du recensement de 2005, la commune comptait 18 425 habitants, dont 3 647 pour Hile-Alifa Ville.

## Structure administrative de la commune
Outre Hile-Alifa proprement dit, la commune comprend notamment les localités suivantes :
- Abari
- Abassouni I
- Abassouni II
- Abassouni III
- Abou Yakouba
- Albréla
- Alifaré
- Amasadek
- Amdagalgui
- Bargaram
- Djibouniba
- Dolé Bada
- Dolé Milimi
- Dougoumsilio I
- Dougoumsilio II
- Doutché
- Fadja
- Famaré
- Gononi
- Goretal Goutoune
- Hilé Katchou
- Hilé Tandalki
- Kaforam
- Kamouna
- Kassalari
- Mafoulso I
- Maïto
- Mourdass
- Shahack
- Silo
- Tchika
- Terbou
- Toubounkaré
- Wadak